# Fals tratat de intimitate - Horia Flămîndu
Fals tratat de intimitate - Horia Flămîndu este un film românesc din 1985 regizat de Tereza Barta.